# فترائومبی
فترائومبی (به لاتین: Fetraomby) یک منطقهٔ مسکونی در ماداگاسکار است که در آتسینانانا واقع شده‌است. فترائومبی ۳۲۰ کیلومتر مربع مساحت و ۱۶٬۸۹۴ نفر جمعیت دارد.